# Опер Крюк
Опер Крюк — український детективний телесеріал виробництва кінокомпанії FILM.UA на замовлення телеканалу «Інтер», знятий режисером Олександром Будьоним у 2006 році. Стрічка знята за мотивами роману братів Алових «Опер Крюк. Число звіра» з однойменної серії книг про капітана Крюка. Прем'єра відбулася 9 січня 2007 року на телеканалі «Інтер»; згодом неодноразово транслювався на «РЕН ТВ».

## Опис
У лісі, поряд з дачним селищем, відбувається серія вбивств: невідомий по-звірячому вбиває молодих дівчат (потім жертвами стають і чоловіки). Розслідування доручається оперуповноваженому відділу по боротьбі з розповсюдженням наркотиків капітанові Крюкову. Перше що кидається в очі - атмосфера фірми «Вавилон», яка готує дівчат для роботи за кордоном в сфері бізнесу: нетовариські дівчата живуть в похмурому гуртожитку фірми під контролем охорони. 
Крюков з'ясовує, що близько ста років тому в цих місцях вже відбувалися подібні випадки. Тоді вбивця був розкритий: ним виявився фельдшер психіатричної лікарні (нині будівля «Вавилона»), такий собі Яковлєв. У підвалі Крюков виявив на стіні висічений малюнок ритуального ножа Яковлєва, яким зараз орудує новий різник. Всі ниточки вбивств ведуть саме в «Вавилон» ...

## У ролях
- Ігор Ліфанов — капітан Крюков
- Анатолій Гущін — Лях, друг Крюкова
- Борис Каморзін — полковник Галкін
- Сергій Романюк — Ілля Григорович Щербаков, добровільний помічник Крюка - пенсіонер, полковник КДБ у відставці
- Євгенія Гладій — Ірина, внучка Щербакова
- Валерій Легін — Мічений, бандит
- Світлана Вольнова — Маргарита Петрівна, директор фірми «Вавилон»
- Анатолій Кучеренко — Сєдов
- В'ячеслав Сланко — Чіжов
- Віктор Суржа — Кабанов
- Віолетта Трикова — Лєра
- Валерій Шептекіта — санітар
- Михайло Шикула — Олег, археолог
- Федір Ольховський — помічник Чіжова
- Юрій Галінін — Тухлий
- Олександр Агєєнков — слідчий Васильєв, в титрах Олександр Григорієв
- Олександр Козачук — Джага
- Сергій Кучеренко — Жора
- Олександр Гирич — Кірпіч
- Василь Мазур — Джойстик
- Сергій Озіряний — медексперт
- Михайло Конечний — точильник
- Ашот Арушанов — Ашот
- Майкл Едвін — Абдулла
- Сергій Коршиков — Яша Сливка
- Олена Єременко — Анна Леопольдівна
- Георгій Поволоцький — бандит в клубі
- Дмитро Базай — бугай
- Ілля Спинов — сержант спецназу
- Анатолій Сємьонов — людина Міченого
- Анатолій Тихомиров — наркоторговець
- Оксана Горбатенко — працівниця заправки
- Петро Кулинський — охоронець «Вавилону»
- Сергій Конюшок — епізод
- Тетяна Воробйова — епізод
- Андрій Яценко — епізод
- Руслан Мартиненко — епізод
- Сергій Лівадний — епізод